# Joseph Kessel
Joseph Kessel (Villa Clara, província d'Entre Ríos, l'Argentina, 1898 – Avernes, Illa de França, 1979) fou un aventurer, periodista i escriptor francès.

## Biografia

### Infància i adolescència
Va néixer el 10 de febrer de 1898 a Villa Clara, Entre Ríos, l'Argentina, en el si d'una família jueva d'origen rus. El seu pare, Samuel Kessel, metge voluntari a una colònia agrícola jueva, s'havia doctorat en medicina a Montpeller, França, país on es refugià de les persecucions tsaristes.
Joseph Kessel va viure a Orenburg, Rússia, de 1905 a 1908, i posteriorment a França, on cursà estudis secundaris als prestigiosos instituts Masséna (Niça) i Louis-le-Grand (París).

### Primera Guerra Mundial
El 1915 va finalitzar els seus estudis universitaris i amb només 17 anys fou contractat pel reputat diari parisenc Journal des Débats. A finals del 1916 es va allistar com a voluntari, primer a l'artilleria i més tard a l'aviació. Fruit d'aquesta experiència escriurà posteriorment la novel·la L'equipatge (1923). El 1918 va participar en el cos expedicionari francès a Sibèria. Fou condecorat amb la creu de guerra i la medalla militar. Un cop finalitzat el conflicte va esdevenir ciutadà francès.

### Reporter d'entreguerres i primers escrits
Després de la guerra va escriure de nou pel diari Journal des Débats i va col·laborar també amb la Liberté, le Figaro, le Mercure, etc. La seva contínua ànsia d'aventura el van portar a recórrer el món com a reporter. Va assistir a la revolució irlandesa i a l'inici del sionisme, va volar amb els pioners de l'aviació de la compagnie générale aéropostale i va navegar amb els mercaders d'esclaus del Mar Roig.

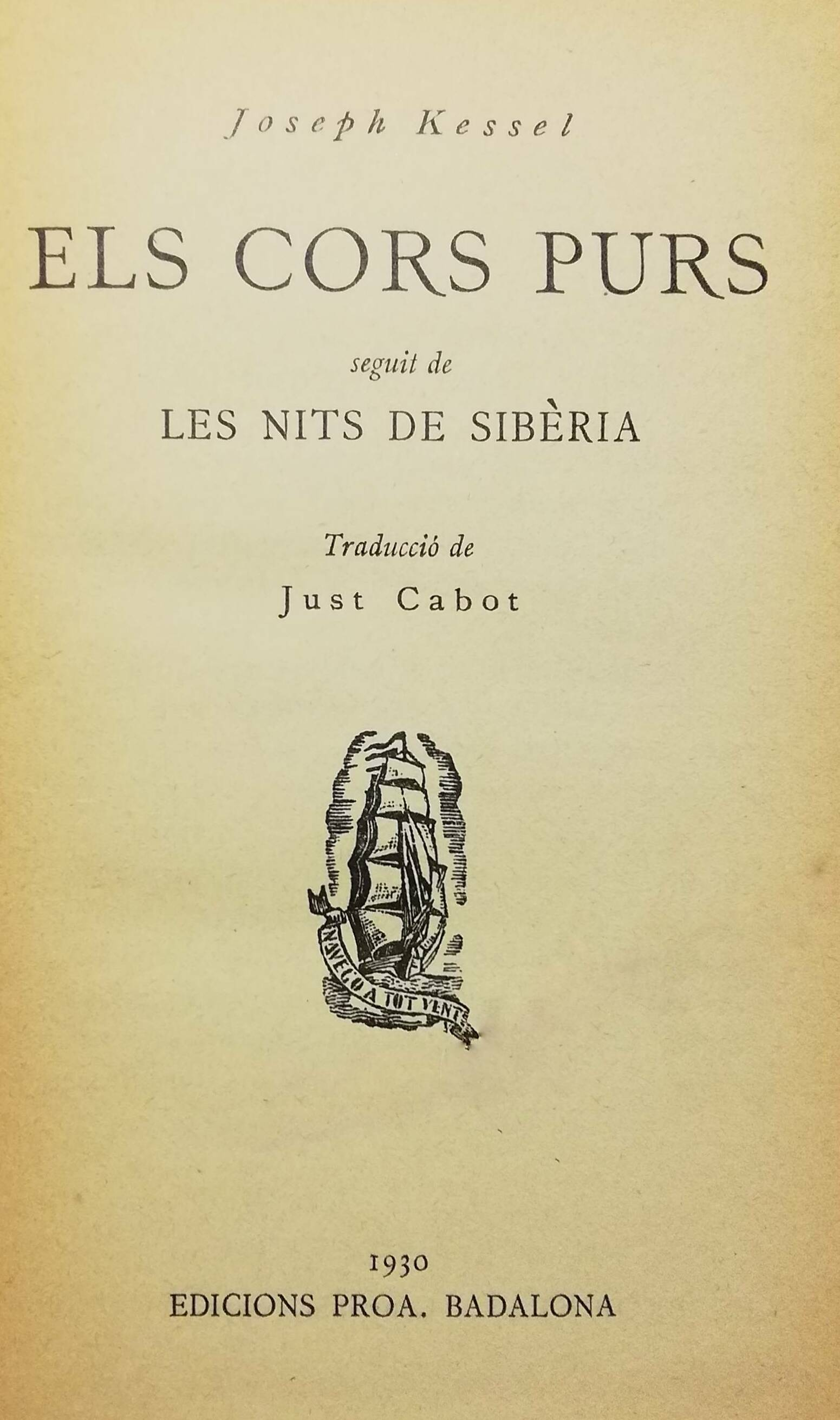
Les Nuits de Sibérie i Els Cors Purs de Joseph Kessel traduïts i publicats a Badalona l'any 1930 dins la col·lecció A Tot Vent

El 1922 va publicar la seva primera obra, l'estepa roja, recull de contes sobre la revolució bolxevic. Posteriorment va escriure l'equipatge (1923), Mary de Cork (1925), Les captifs  (gran premi de novel·la de l'Acadèmia francesa el 1926), Nuits de princes (1927), Belle de jour (1928), Le coup de grâce (1931), Fortune carrée (1932), Els cors purs (1934), Les enfants de la chance (1934), La passante du Sans-Souci (1936) i una biografia de Mermoz (1939), aviador de la compagnie génerale aéropostale.

### Segona Guerra Mundial
De 1939 a 1940 va treballar com a corresponsal de guerra. Després de l'armistici de juny 1940, s'incorpora a la resistència amb el seu nebot Maurice Druon. Tots dos travessen clandestinament els Pirineus per poder arribar a Londres i incorporar-se a les forces de la França Lliure del general Charles de Gaulle. Al maig de 1943 escriuen plegats la lletra del Cant dels partisans que esdevé l'himne de la resistència. Aquell mateix any, Joseph Kessel va publicar també l'exèrcit de les ombres, un homenatge als resistents.
Al final de la guerra participa com a capità d'aviació d'una esquadrilla encarregada de mantenir la comunicació amb la resistència francesa.

### Gran reporter i membre de l'Acadèmia Francesa
Des del moment de l'alliberació reprèn la feina de reporter i participa en el mític diari France Soir de Pierre Lazareff. Viatja a Palestina, l'Àfrica, Birmània i l'Afganistan. Aquest últim país l'inspirà la seva obra mestra, Els genets (1967). També destaquen Le tour du malheur (1950), Les amants du Tage (1954), La vallée des rubis (1955), El lleó (1958) i Les mains du miracle (1960).
El 22 de novembre de 1962 fou escollit membre de l'Acadèmia Francesa.
Joseph Kessel mor d'un aneurisma el 23 de juliol de 1979.

## Obra
- La Steppe rouge, Gallimard, 1922
- L'Équipage, Gallimard, 1923
- Vent de sable, Hachette, 1923
- Au camp des vaincus, ou la Critique du 11 mai, Gallimard, 1924
- Rencontre au restaurant, À l'Enseigne de la Porte Étroite, 1925
- Les Rois aveugles, Les Éditions de France, 1925
- Mary de Cork, Gallimard, 1925
- Mémoires d'un commissaire du peuple, Champion, 1925
- Le triplace, Marcelle Lessage, 1926
- Makhno et sa Juive, EOS, 1926
- Moisson d'octobre, La Cité des livres, 1926
- Les Captifs, Gallimard, 1926, gran premi de novel·la de l'Acadèmia francesa
- Le thé du Capitaine Sogoub, Au Sans Pareil, 1926
- Naki le kourouma, 1926
- Terre d'amour, Les Éditions de France, 1927
- Nuits de princes, Les Éditions de France, 1927
- La Rage au Ventre, EOS, 1927
- La Coupe fêlée. Un drôle de Noël, éditions Lemarget, 1927
- En Syrie, Simon Kra, 1927
- De la rue de Rome au chemin de Paradis., Les Editions du Cadran, 1927
- La Femme de maison ou Mariette au désert, Simon Kra, 1928
- Littérature rouge, Société de conférences de la Principauté de Monaco, 1927
- Dames de Californie, Émile Hazan, 1928
- Belle de jour, Gallimard, 1928, adaptada al cinema per Luis Buñuel el 1967. Edició en català: Belle de jour, 1975, Aymà Editora, col·lecció Tròpics, amb traducció de Manuel de Pedrolo. ISBN 84-209-5001-7.
- Les nuits de Sibérie, Flammarion, 1928
- La règle de l'homme, Gallimard, 1928
- Nouveaux contes. Le tocsin de pâques - Le typhique - Un tour du diable - Le commissaire de la mort - La loi des montagnes., Editions des Cahiers Libres, 1928
- Secrets parisiens, Éditions des Cahiers Libres, 1928
- Le Coup de grâce, Les Éditions de France, 1931
- De la rue de Rome au chemin de Paradis, Editions du Cadran, 1931
- Fortune carrée, Les Éditions de France, 1932
- Bas-fonds, Éditions des Portiques, 1932
- Wagon-lit, Gallimard, 1932
- Nuits de Montmartre, Les Éditions de France, 1932
- Les Nuits cruelles, Les Éditions de France, 1932
- Marchés d'esclaves, Les Éditions de France, 1933
- Les Cœurs purs, Gallimard, 1934
- Les Enfants de la chance, Gallimard, 1934
- Stavisky, l'homme que j'ai connu, Gallimard, 1934
- Le repos de l'équipage, Gallimard, 1935
- Une balle perdue, Les Éditions de France, 1935
- Hollywood, ville mirage, Gallimard, 1936
- La Passante du Sans-Souci, Gallimard, 1936, adaptada al cinema per Jacques Rouffio el 1982.
- La Rose de Java, Gallimard, 1937
- Jean Mermoz, Gallimard, 1939
- Comment est mort le maréchal Pétain, France Forever, Executive office, 1942
- L'Armée des ombres, Charlot, 1943, adaptada al cinema per Jean-Pierre Melville el 1969.
- Les Maudru, Julliard-Séquana, 1945
- Le Bataillon du Ciel, Julliard, 1947, adaptada al cinema per Alexandre Esway el 1947
- Le Tour du malheur, Gallimard, 1950
  - La Fontaine Médicis
  - L'Affaire Bernan
  - Les Lauriers roses
  - L'Homme de plâtre
- La Rage au ventre, La nouvelle société d'édition, 1950
- La Nagaïka. Trois récits, Julliard, 1951
- Le Procès des enfants perdus, Julliard, 1951
- Au Grand Socco, Gallimard, 1952
- Les Amants du Tage, Éditions du Milieu du monde, 1954
- La Piste fauve, Gallimard, 1954
- La Vallée des rubis, Gallimard, 1955
- Témoin parmi les hommes, Del Duca, 1956
  - Le Temps de l'espérance
  - Les Jours de l'aventure
  - L'Heure des châtiments
  - La Nouvelle Saison
  - Le Jeu du Roi
  - Les instants de vérité
- Hong Kong et Macao, Gallimard, 1957
- Le Lion, Gallimard, 1958
- Les Mains du miracle, Gallimard 1960
- Inde, péninsule des dieux, Hachette, 1960
- Tous n'étaient pas des anges, Plon, 1963
- Pour l'honneur, Plon, 1964
- Terre d'amour et de feu. Israël 1925-1961, Plon, 1965
- Israël que j'aime, Sun, 1966
- Les Cavaliers, Gallimard, 1967. Edició en català: El genets, 2003 edicions 62: Les millors obres de la literatura universal, vol. 147, amb traducció de Rosa M. Palomeras i Francesca Martínez Planas. ISBN 84-297-5277-3
- Un mur à Jérusalem, Éditions Premières, 1968
- Les Rois aveugles, Plon, 1970
- Les Fils de l'impossible, Plon, 1970
- Partout un ami (1972)
- Des hommes, Gallimard, 1972
- Le Petit Âne blanc, Gallimard, 1975
- Les Temps sauvages, Gallimard, 1975
- Jugements derniers, Christian de Bartillat, 1995
- Avec les alcooliques anonymes
- Ami entends-tu... (propos recueillis par Jean-Marie Baron) La Table Ronde, 2006.
- Il pleut des étoiles...Portraits de Stars de cinéma, Gallimard